# Dolichallabes microphthalmus
Dolichallabes microphthalmus es una especie de pez actinopeterigio de agua dulce, la única del género monotípico Dolichallabes de la familia de los claridos.

## Biología
Forma del cuerpo anguiliforme, con una longitud máxima descrita de 25 cm. Especie predominantemente nocturna, se ocultan de día entre las rocas de la zona costera o las raíces y ramas de los árboles en los bordes de los lagos y ríos, donde se alimentan como omnívoros principalmente de pequeños organismos acuáticos y sus larvas.

## Distribución y hábitat
Se distribuye por ríos y lagos del centro de África, en las cuencas fluviales del río Chiloango y el tramo medio del río Congo. Son peces de agua dulce tropical, de hábitat tipo demersal.